# Prostaglandina E
Prostaglandina E és una família de prostaglandines que es presenten de manera natural i són usades com medicaments.
Els tipus inclouen:
- Prostaglandina E1 també coneguda com a alprostadil
- Prostaglandina E₂ també coneguda com a dinoprostone

Estan en la llista de medicaments essencials de l'Organització Mundial de la Salut.